# Gary Ridgway
Gary Leon Ridgway (Salt Lake City, Utah, 18 de febrero de 1949), conocido como The Green River Killer («El asesino de Green River» o «El asesino del Río Verde»), es un asesino en serie estadounidense condenado por asesinar a 49 mujeres, aunque ha confesado hasta 79 asesinatos, lo que lo convierte en el segundo asesino serial más prolífico de la historia de los Estados Unidos.

## Biografía

### Primeros años de vida

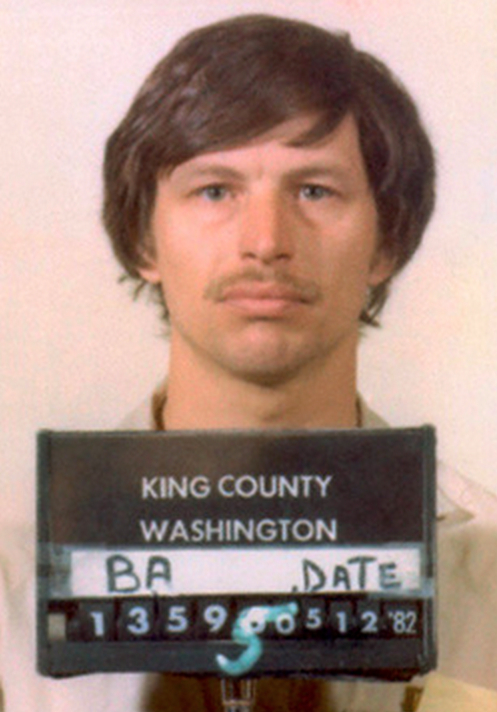
Gary Ridgway en 1982

Ridgway nació en Salt Lake City, capital del estado estadounidense de Utah, el 18 de febrero de 1949. Fue el segundo hijo de Mary Rita Steinman y de Thomas de un total de tres hermanos. Fue criado en McMicken Height, Washington. Hay fuentes que confirman que su madre era sumamente estricta y que mantenía dominados a los integrantes de la familia, en especial a Gary.
También se ha indagado respecto a su entorno intrafamiliar, siendo su padre una persona muy sumisa ante su madre, teniendo ésta una actitud provocadora ante el vecindario, vistiendo a menudo ropa provocativa o trajes de baños, manifestando el mismo Ridgway que en su infancia observaba a su madre tomar sol, generándole sentimientos cruzados, que se cree llevarían posteriormente a afectar su comportamiento.
Fue durante su adolescencia donde experimentó sus primeros impulsos violentos cuando estuvo a punto de asesinar a un niño de seis años a puñaladas aunque el menor sobrevivió al ataque. Ridgway confesó después por qué lo hizo con sus propias palabras: "quería saber lo que se siente al matar a alguien".
Después de que Ridgway fuera detenido, se interrogó a varios familiares y amigos. Estos lo describieron como una persona amistosa de quien nadie jamás pensaría que podría ser el asesino que todos buscaban. Mientras iba de casa en casa hablando sobre la Iglesia Pentecostal a la que asistía, en paralelo desarrollaba su obsesión por las prostitutas y anomalías sexuales. Durante sus primeros dos matrimonios eran frecuentes las infidelidades.

## Actitud
Ridgway es un hombre humilde cuyo aberrante comportamiento sexual es causa de su odio hacia las mujeres. Después de ser arrestado por asesinato habló con seriedad acerca de las mujeres que había matado, pero cuando le preguntaron por los motivos, no fue capaz de articular o puntualizar ninguno.  

## Arresto
El 30 de noviembre de 2001, cuando se disponía a abandonar la ciudad de Renton, Washington, fue arrestado por la policía y acusado del asesinato de cuatro mujeres, atribuidos al asesino del Green River. Se confirmó su participación en cuatro asesinatos gracias a muestras de ADN, mientras que su culpabilidad en otras muertes se confirmó gracias a la pintura que usaba en su trabajo, que consistía en pintar cabinas de camiones, se estima que cambiaba a menudo el color de su camioneta con pintura de aerosol para despistar a las autoridades.
Ridgway contrajo matrimonio tres veces y tuvo un hijo. Utilizaba la fotografía de este para atraer a las víctimas, a quienes llevaba en su camioneta.
El 5 de noviembre de 2003, en un juicio conmovedor donde los familiares de las víctimas pudieron decir lo que pensaban del asesino, Ridgway fue condenado a 49 sentencias consecutivas de cadena perpetua sin derecho a acceder a la libertad condicional. Evitó la pena de muerte al confesar todos sus crímenes, incluso algunos que la policía no le había atribuido en sus investigaciones.